# レックリングハウゼン
座標: 北緯51度35分6秒 東経7度9分43秒 / 北緯51.58500度 東経7.16194度

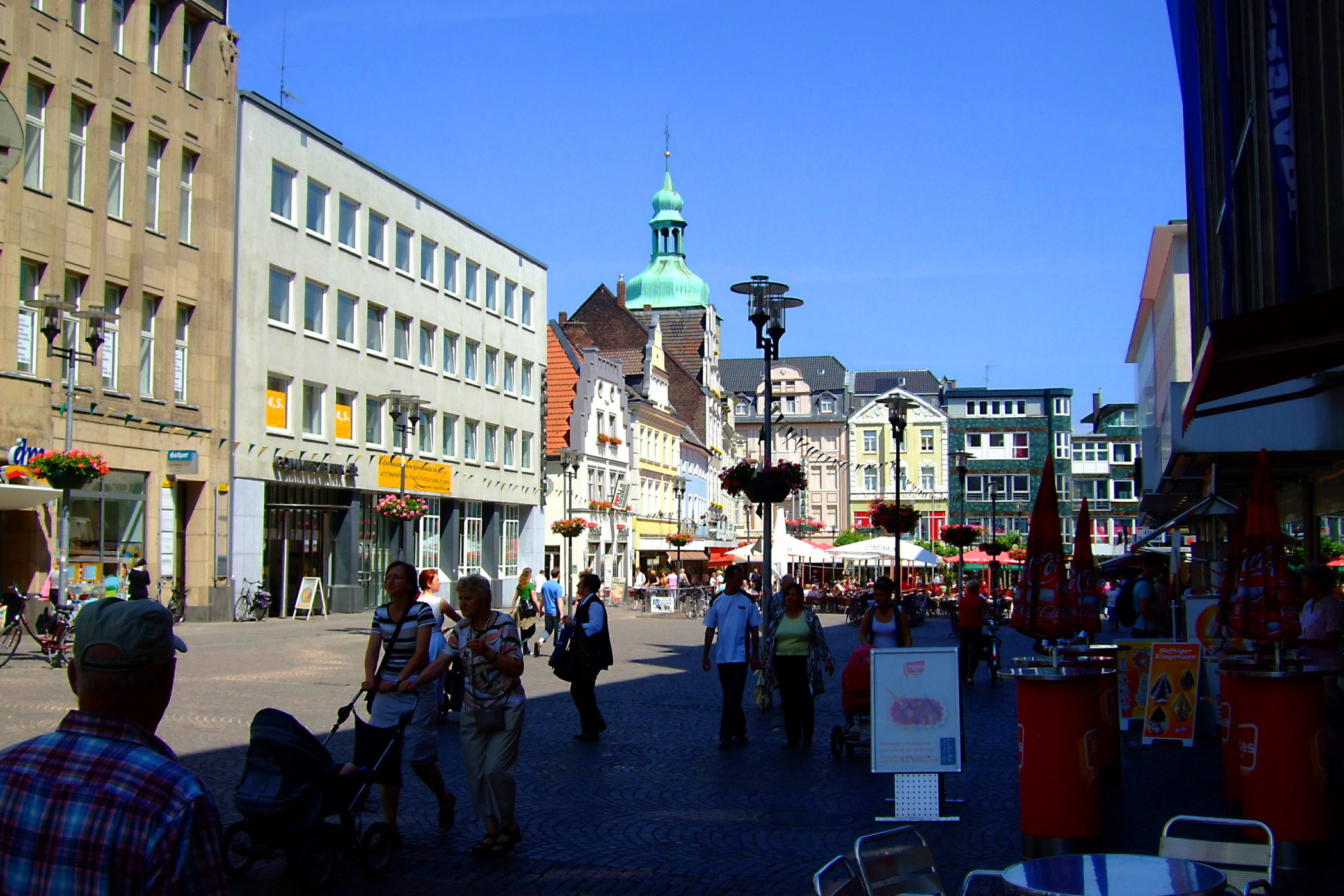
マルクト広場

レックリングハウゼン（Recklinghausen）はドイツ西部ルール地方レックリングハウゼン郡の首府。石炭工業の中心で、機械、醸造工業も盛んである。中世の頃ハンザ同盟に参加。

## 位置
- ドルトムント北西約15km

## 人口
- 123,900人（2002年統計）

## 姉妹都市
- プレストン、イギリス 1956年
- ドゥエー、フランス 1965年
- ドルトレヒト、オランダ 1974年
- アッコ、イスラエル 1978年
- Schmalkalden、ドイツ 1989年
- ビトム、ポーランド 2000年

## 著名な出身者
- ラルフ・モーラー：俳優、ボディビルダー
- ワルター・ギラー：俳優